# Pseudocoremia rudisata
Pseudocoremia rudisata là một loài bướm đêm trong họ Geometridae.